# Tangara guttata
Tangara guttata е вид птица от семейство Тангарови (Thraupidae).

## Разпространение
Видът е разпространен в Бразилия, Венецуела, Гвиана, Колумбия, Коста Рика, Панама, Суринам, Тринидад и Тобаго и Френска Гвиана.